# Haití en los Juegos Olímpicos de Los Ángeles 1932
Haití estuvo representado en los Juegos Olímpicos de Los Ángeles 1932 por tres deportistas masculinos que compitieron en dos deportes.
El equipo olímpico haitiano no obtuvo ninguna medalla en estos Juegos.